# Enna Ben Abidi
Enna Ben Abidi là một vận động viên Paralympic đến từ Tunisia thi đấu chủ yếu trong các sự kiện ném F40.
Enna đã giành được một bộ huy chương hoàn chỉnh trong Paralympic Mùa hè 2004 ở Athens, nơi cô đã giành được huy chương vàng ở vũ trường F40, bạc ở giải F40 và hoàn thành bộ với một đồng trong loạt bắn F40.